# 윌리엄 비크리
윌리엄 스펜서 비크리(영어: William Spencer Vickrey, 1914년 6월 21일 ~ 1996년 10월 11일)는 캐나다 태생의 미국 경제학자로, 비대칭 정보하의 인센티브에 관한 연구로 제임스 미를리스와 함께 공동으로 노벨 경제학상을 받았다. 비크리는 노벨상이 발표된 날로부터 3일 후 사망하였다.

## 업적
1961년 그는 재무학 저널(Journal of Finance)에 기념비적인 논문 "투기대처법, 경매, 그리고 경쟁적 밀봉 입찰"(Counterspeculation, auctions and competitive sealed tenders)를 발표하였다. 이것은 경제학자가 경매이론에 게임이론을 처음으로 적용한 것이었으며 약 20년 시대를 앞섰다고 평가되었다. 이 논문에서, 비크리는 여러 개의 경매 균형을 도출할 뿐 아니라, 수익률 동등정리(revenue equivalence)의 시발이 되는 결과를 내놓았다. 수익률 동등정리는 지금까지도 현대 경매이론의 중심이 되고 있다. 경매이론에서 유명한 비크리 경매는 그의 이름을 딴 것이다.
비크리는 또한 혼잡통행료(congestion pricing) 연구에서 중요한 업적을 쌓았다. 도로를 비롯한 서비스들은, 수요가 계속해서 있음에도 불구하고 서비스가 100% 사용되는 경우에 발생하는 비용을 사용자들이 인식하도록 가격이 매겨져야 한다는 것이 그 기본 아이디어였다. 혼잡통행료는 사용자들이 선택을 바꾸거나 투자자들이 서비스시설을 늘려서 그 장벽을 제거하도록 신호(signal)을 보낼 것이다. 비크리의 이론은 훗날 런던 교통체계에 부분적으로 실현되었다.
비크리는 거시경제 면에서는 존 메이너드 케인즈의 영향을 받았으며, 시카고 학파와, 심각한 불황과 실업의 시기에 균형재정과 인플레이션에 정치적 초점을 맞추는 것에 대한 신랄한 비판가였다.

## 같이 보기
- 런던 혼잡통행료